# Texas après Stayman
 (mars 2025).
Si vous disposez d'ouvrages ou d'articles de référence ou si vous connaissez des sites web de qualité traitant du thème abordé ici, merci de compléter l'article en donnant les références utiles à sa vérifiabilité et en les liant à la section « Notes et références ».
Au bridge, la convention Texas après Stayman permet de faire jouer le contrat par la main forte après une réponse à 2SA sur un Stayman.
Elle se joue donc sur l'ouverture d'1SA, suivie d'un 2 ♣ Stayman. Si l'ouvreur répond par 2SA qui signifie qu'il a les deux majeures quatrièmes, alors on pourra jouer le Texas après Stayman :
- Avec ♥ 4°, le répondant dit 3 ou 4 ♣ selon sa force et son partenaire rectifie à    3 ♥ sur 3 ♣ ou 4 ♥ sur 4 ♣ pour jouer le contrat .                 3 ♣ est généralement faible ou très fort (espoir de chelem) et 4 fort (certitude de manche).
- Avec ♠ 4°, le répondant dit 3 ou 4 ♦ selon sa force et son partenaire rectifie à 3♠ sur 3 ♦ ou 4 ♠ sur 4 ♦  pour jouer le contrat. 3 ♦ est généralement faible ou très fort (espoir de chelem) et 4 fort (certitude de manche).

Si l'ouvreur de 1SA n'a pas de majeure 4° il répond 2 ♦ sur le 2 ♣ Stayman.
- Avec ♠ 5° et ♥ 4° et les points de manche, le répondant dit 3 ♥ (saut dans la majeure la plus courte). L'ouvreur dira 3 ♠ s’il est fitté 3° à ♠, sinon 3 SA .
- Avec ♥ 5° et ♠ 4° et les points de manche, le répondant dit 3 ♠ L'ouvreur dira alors 4 ♥ s’il est fitté 3° à ♥, sinon 3 SA .
- Ce Saut dans la Majeure la plus courte est aussi connu sous le nom de : « Chassé croisé à saut ».